# Lothringerhaus

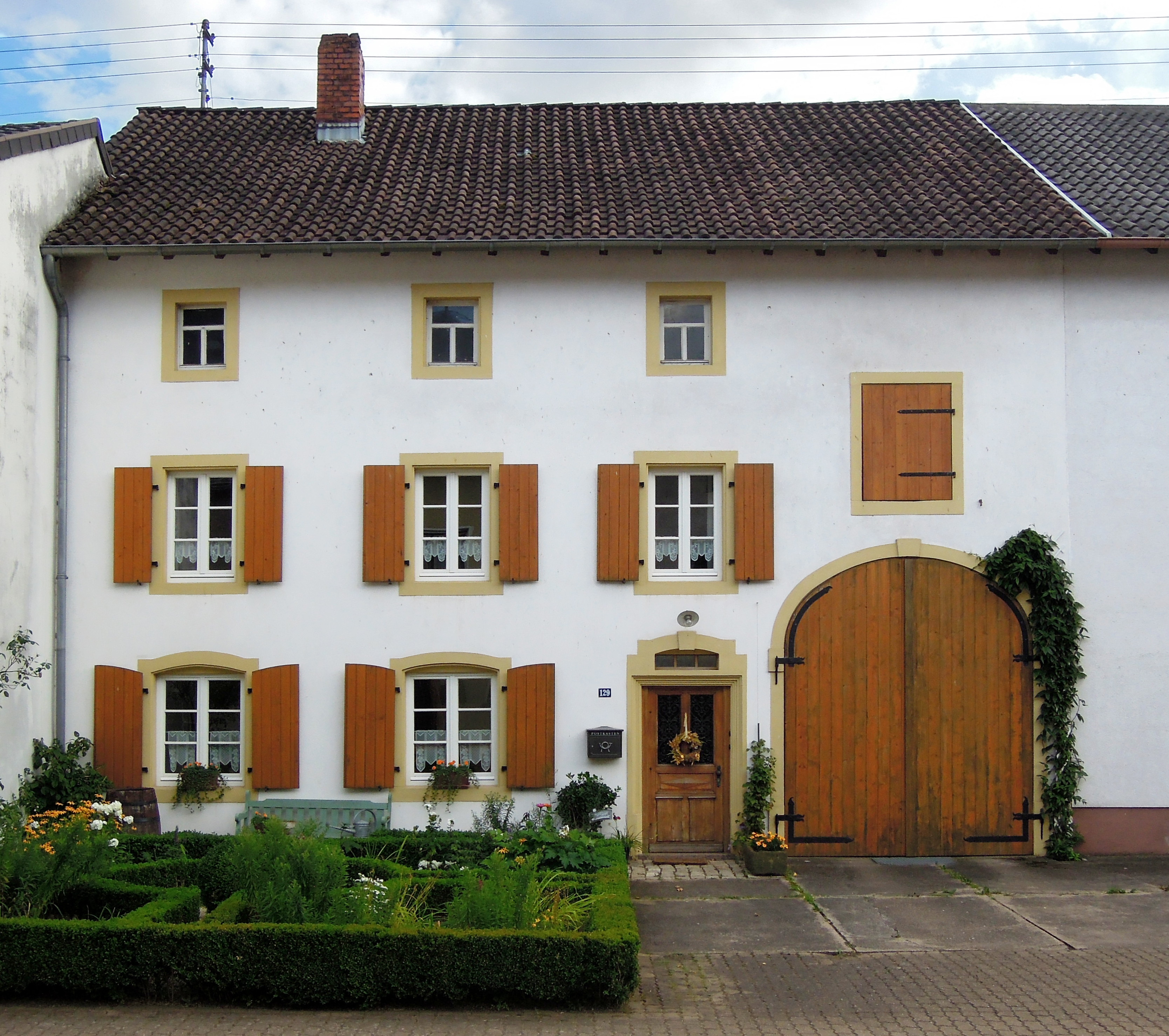
Lothringerhaus in Hemmersdorf (Gemeinde Rehlingen-Siersburg)

Das Lothringerhaus (auch Lothringer Bauernhaus) ist ein Haustyp, der in Lothringen und dem westlichen Teil des Saarlandes verbreitet ist. Es ist ein Einhaus, das Wohn- und Wirtschaftsräume eines bäuerlichen Betriebs unter einem Dach vereint. Lothringerhäuser entwickelten sich nach den verheerenden Kriegen des 17. Jahrhunderts und traten an die Stelle verstreut liegender Einzelgehöfte.
Das Lothringerhaus steht mit dem First parallel zur Dorfstraße, eine Traufseite ist also die Vorderseite. Die Nachbarhäuser schließen sich direkt an, wodurch eine geschlossene Häuserzeile entlang der Straße gebildet wird. Das Lothringerhaus ist quer zum First, d. h. von vorne nach hinten, in einen Wohnbereich auf der einen und einen Wirtschaftsbereich auf der anderen Seite geteilt; man spricht von einem quergeteilten Einhaus bzw. Quereinhaus.
Der Wohnbereich ist zweistöckig. Typisch für das Lothringerhaus ist die Dreiraumtiefe, wobei der mittlere Raum fensterlos ist, wenn sich ein Nachbarhaus anschließt. Im Erdgeschoss befand sich zwischen Stube (vorn) und Kammer (hinten) die Küche. Das Herdfeuer in der Küche diente den anderen Räumen als Heizung. Über dem Obergeschoss wurde vielfach ein weiteres Halbgeschoss eingezogen, bekannt als Drempelgeschoss bzw. Kniestock, erkennbar an den Luftluken über den Fenstern des Obergeschosses. Bei gleichbleibendem First wurde dadurch das Dach flacher.
Der Wirtschaftsbereich besteht aus Stall und Scheune. Der Stall befindet sich in der Mitte zwischen Wohnbereich und Scheune. Durch die Scheune kann der Hof hinter dem Haus mit Fuhrwerken von der Straße her erreicht werden.
Das Mauerwerk des Lothringerhauses besteht aus unregelmäßigen Steinen und ist verputzt. Die Leibungen der Fenster und Türen sind plastisch und farblich hervorgehoben; sie bestehen aus lokalem Sand- oder Kalkstein. Die Fenster sind mit Holzklappläden versehen. Das Dach ist üblicherweise mit Mönch-Nonne-Hohlziegeln gedeckt.
Renovierte Lothringerhäuser, einige als Museum eingerichtet, sind beiderseits der Grenze zwischen Lothringen und dem Saarland zu sehen. Einige Beispiele:
- Museum „Haus Saargau“ in Gisingen aus dem 18. Jahrhundert mit Lothringer Mobiliar
- Mehrere renovierte Lothringerhäuser in Hemmersdorf
- Lothringerhausmuseum „Maison Lorraine“ in Oberdorff
- Ökomuseum „La Vieille Maison de 1710“ in Gomelange

Im südlichen und östlichen Teil des Saarlandes wird das Lothringerhaus durch das südwestdeutsche Einhaus abgelöst.

## Bilder

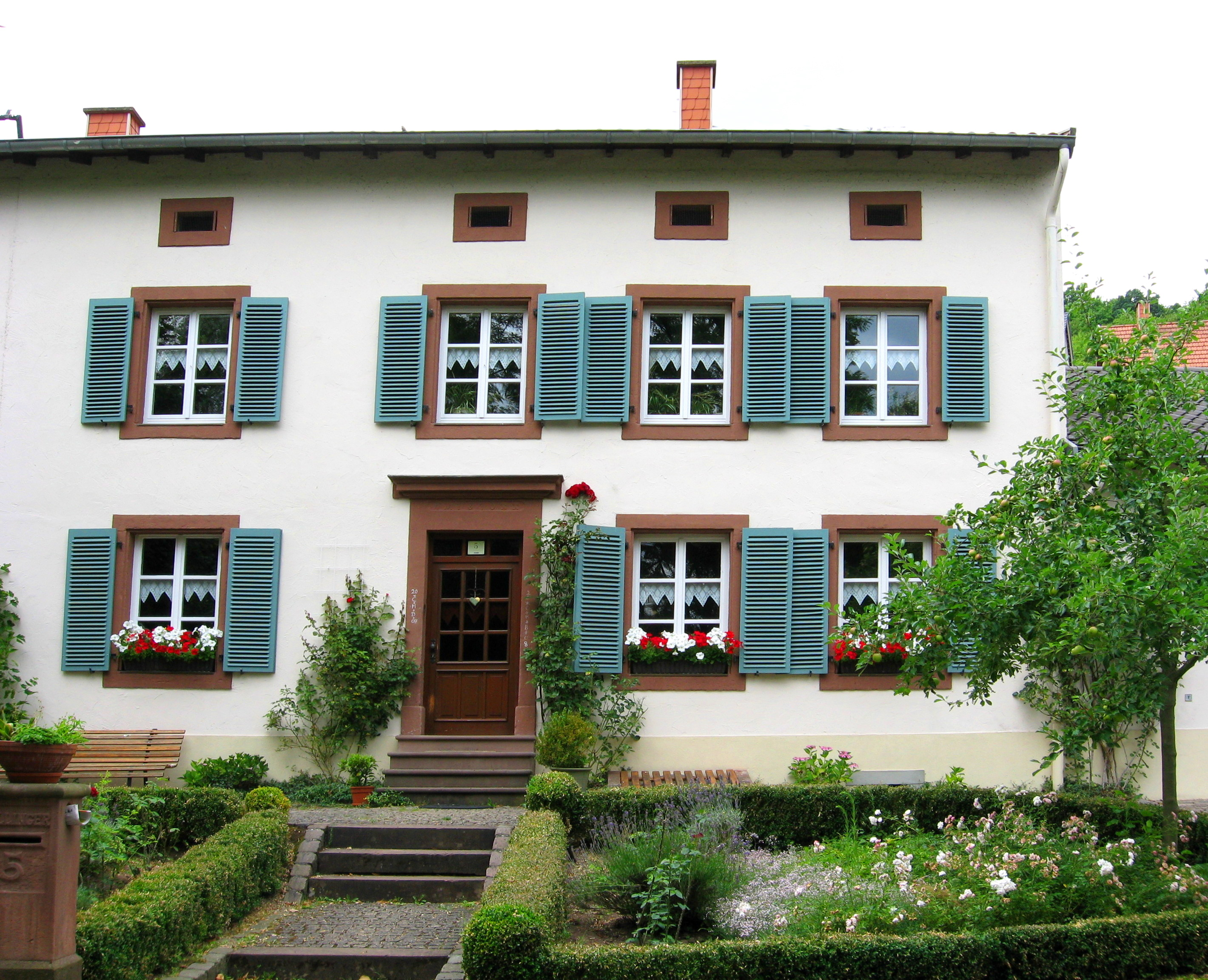
Exemplar in Hemmersdorf
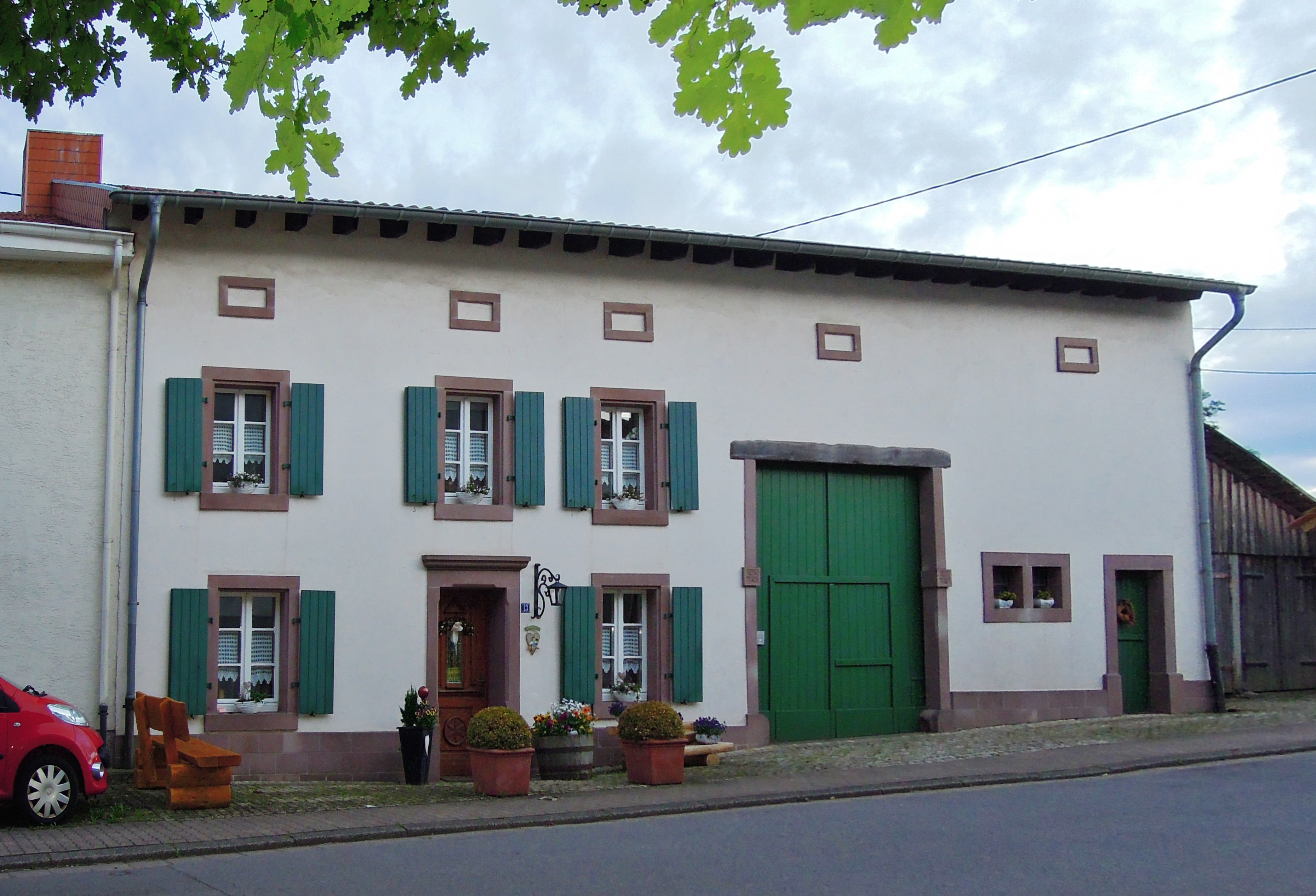
Exemplar in Gerlfangen
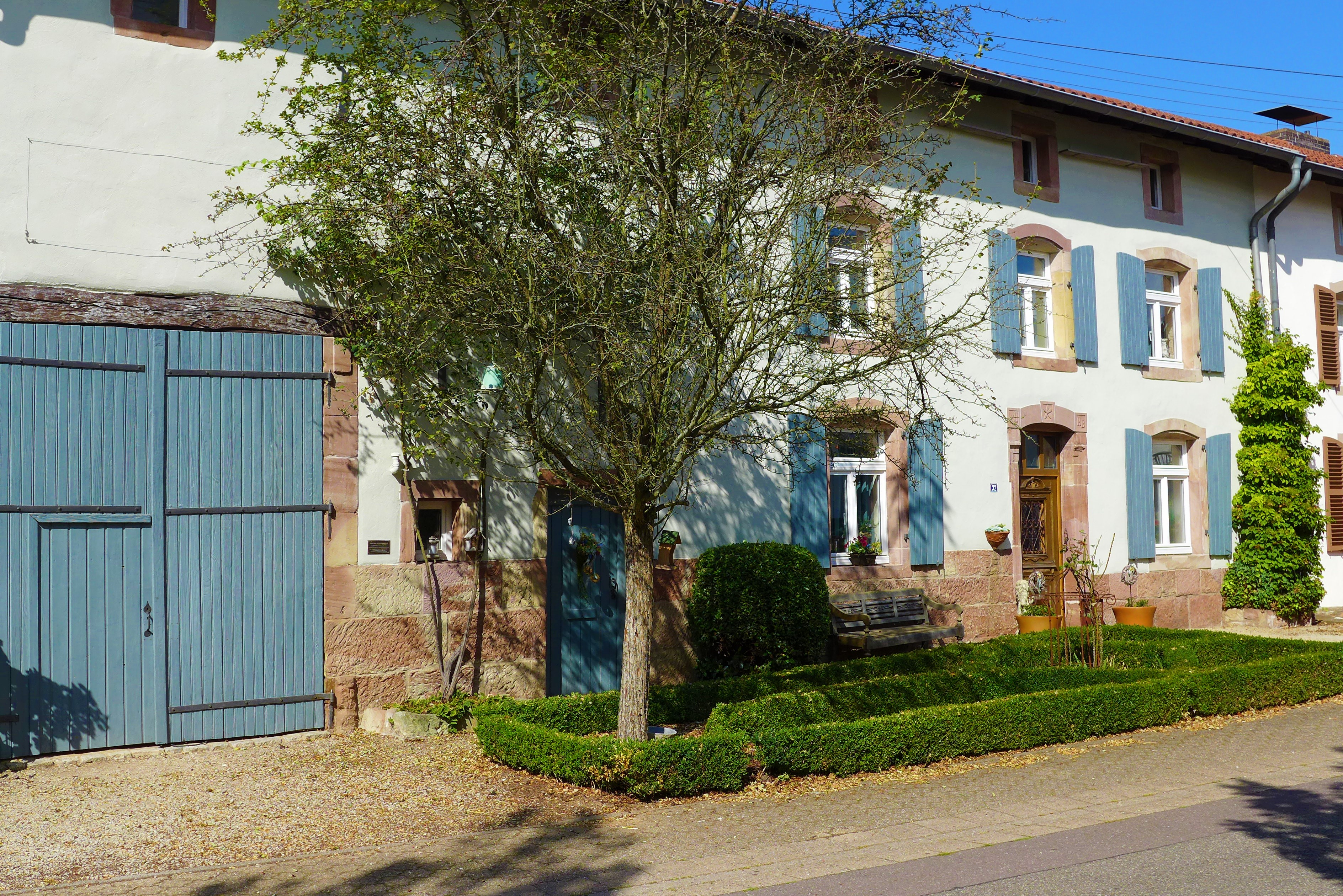
Lothringer-Haus in Gisingen
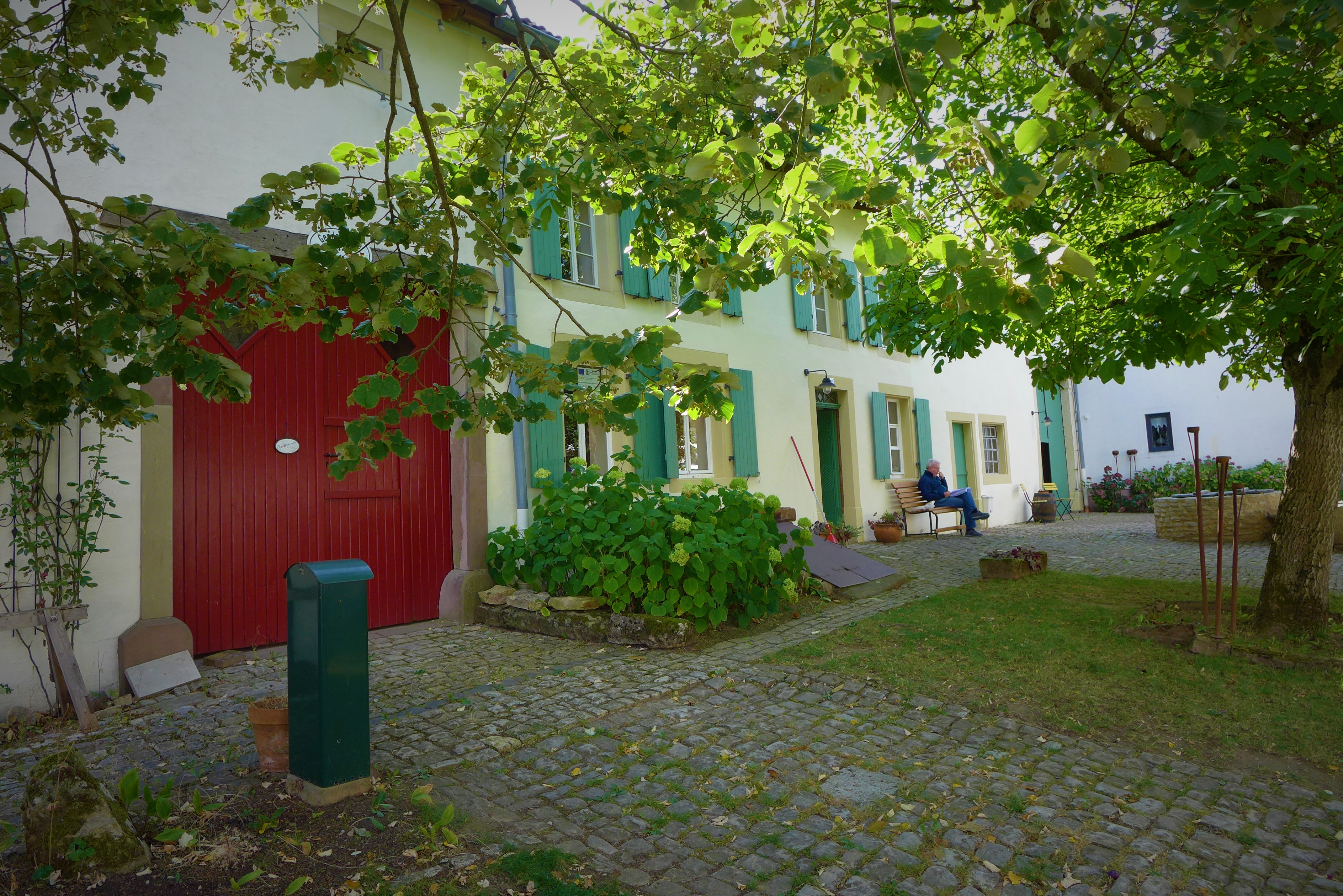
Haus Saargau in Gisingen
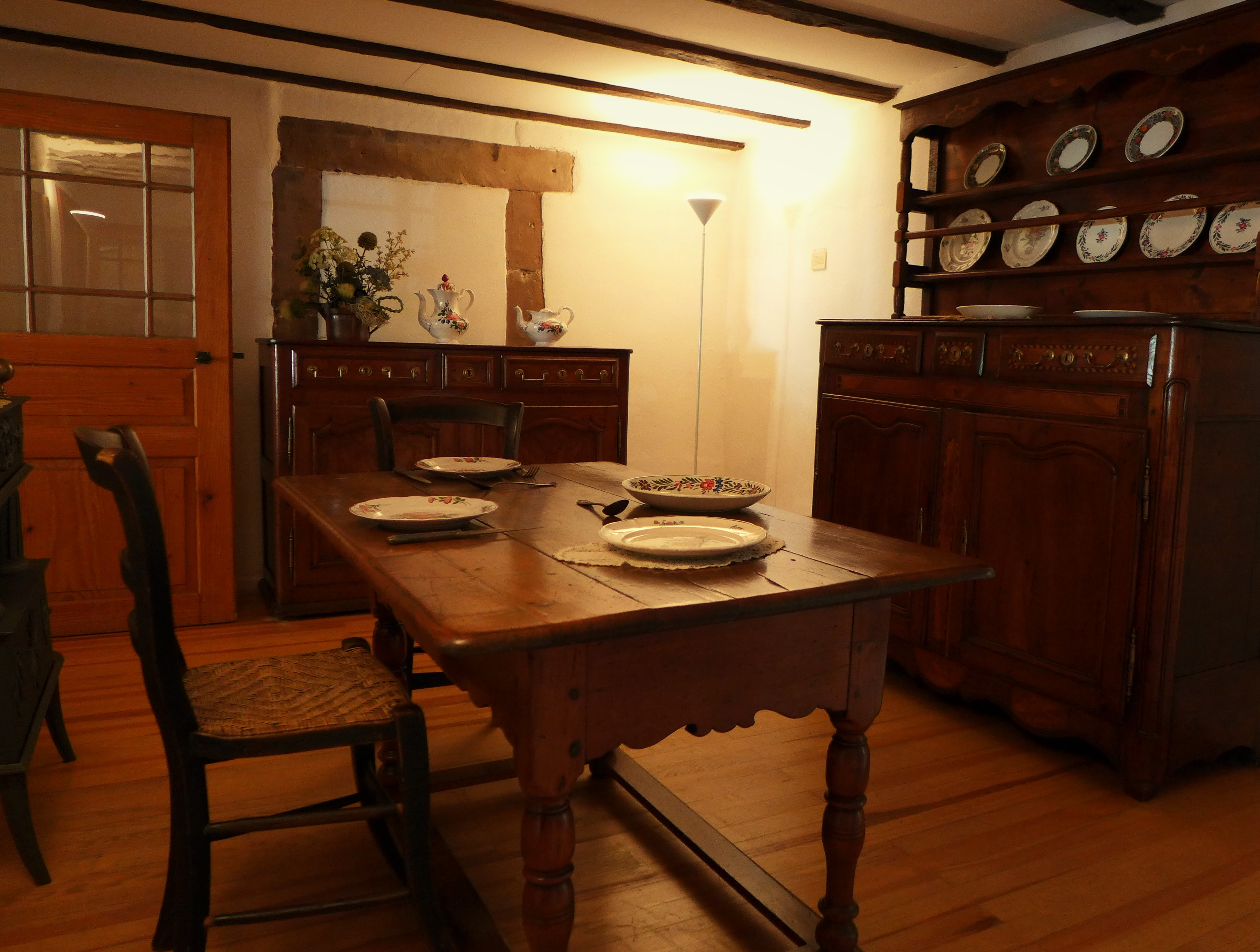
Speisezimmer eines Lothringerhauses mit Vaissellier
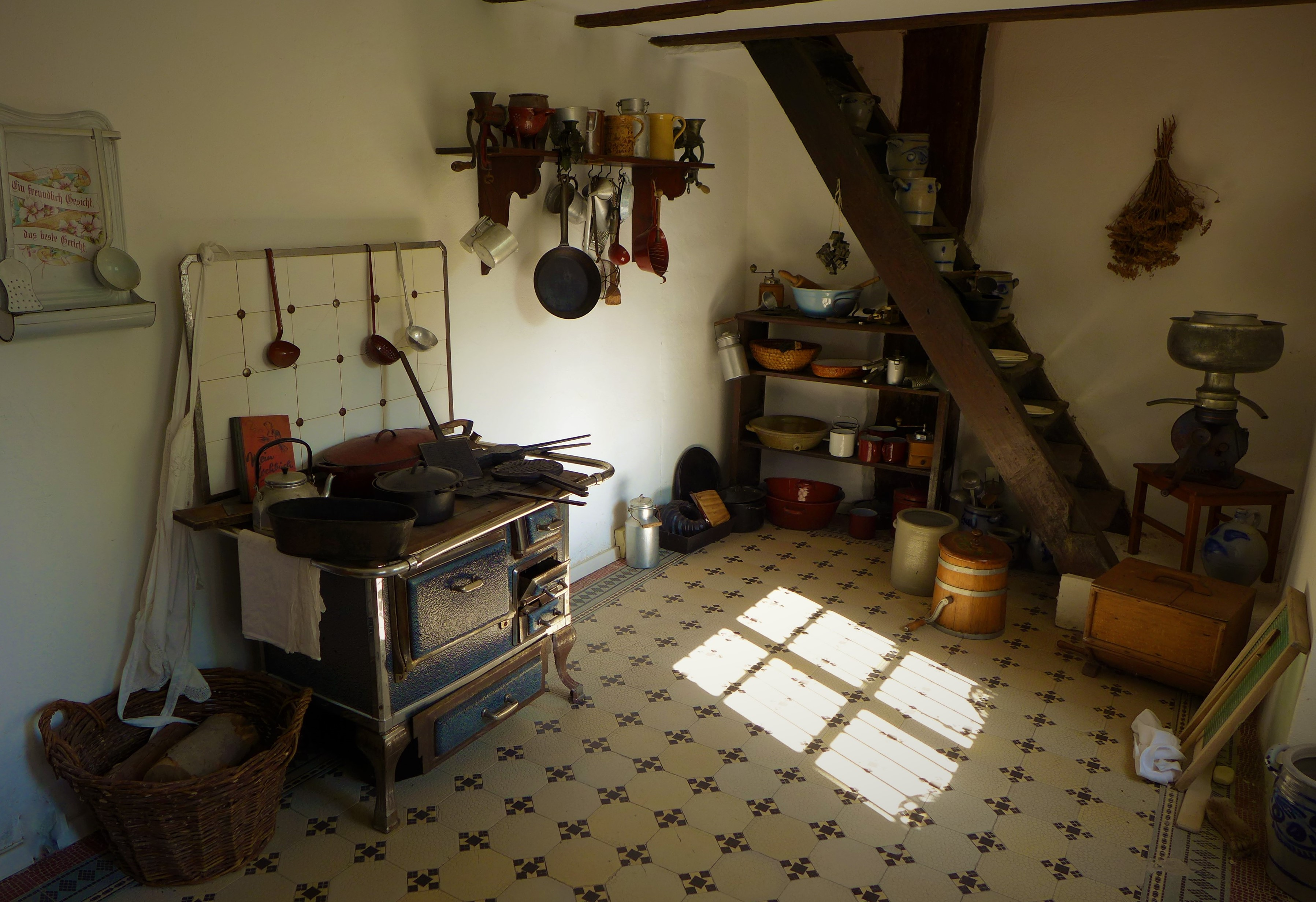
Typische Küche eines Lothringerhauses um 1900
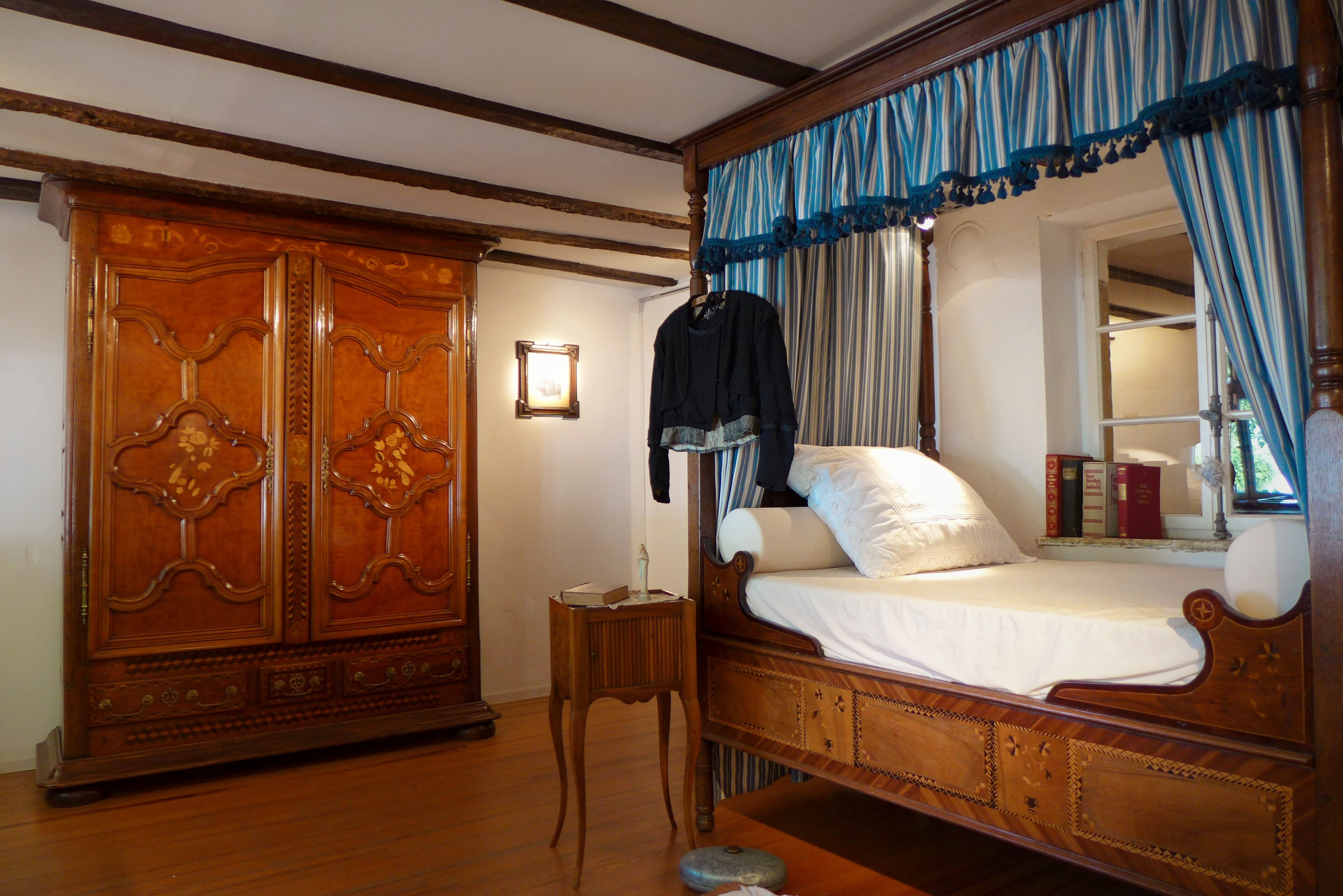
Traditionelle Stube eines Lothringerhauses